# Сиамски близнаци
Сиамски близнаци е общо наименование на еднояйчни близнаци, които имат общи части на телата си, с други думи са сраснали постоянно един за друг. Това е сравнително рядко явление, случва се средно веднъж на всеки 100 000 новородени, като процентът е слабо завишен в Югозападна Азия и Африка. Половината от тях са мъртвородени, а за останалите шансът за оцеляване е 25%. Явлението се наблюдава по-често при жените в отношение 3:1. Съществуват различни и често противоречащи си теории за причините на това явление.
Най-известните сиамски близнаци са Чанг и Енг (อิน-จัน) (1811 – 1874), братя, родени в Сиам, днешен Тайланд. Те пътуват дълго време с цирка и стават известни в цял свят като Сиамските близнаци, откъдето това става и общ термин. Днес много от родените с такива сраствания могат да бъдат разделени.